# 2K6 Luna

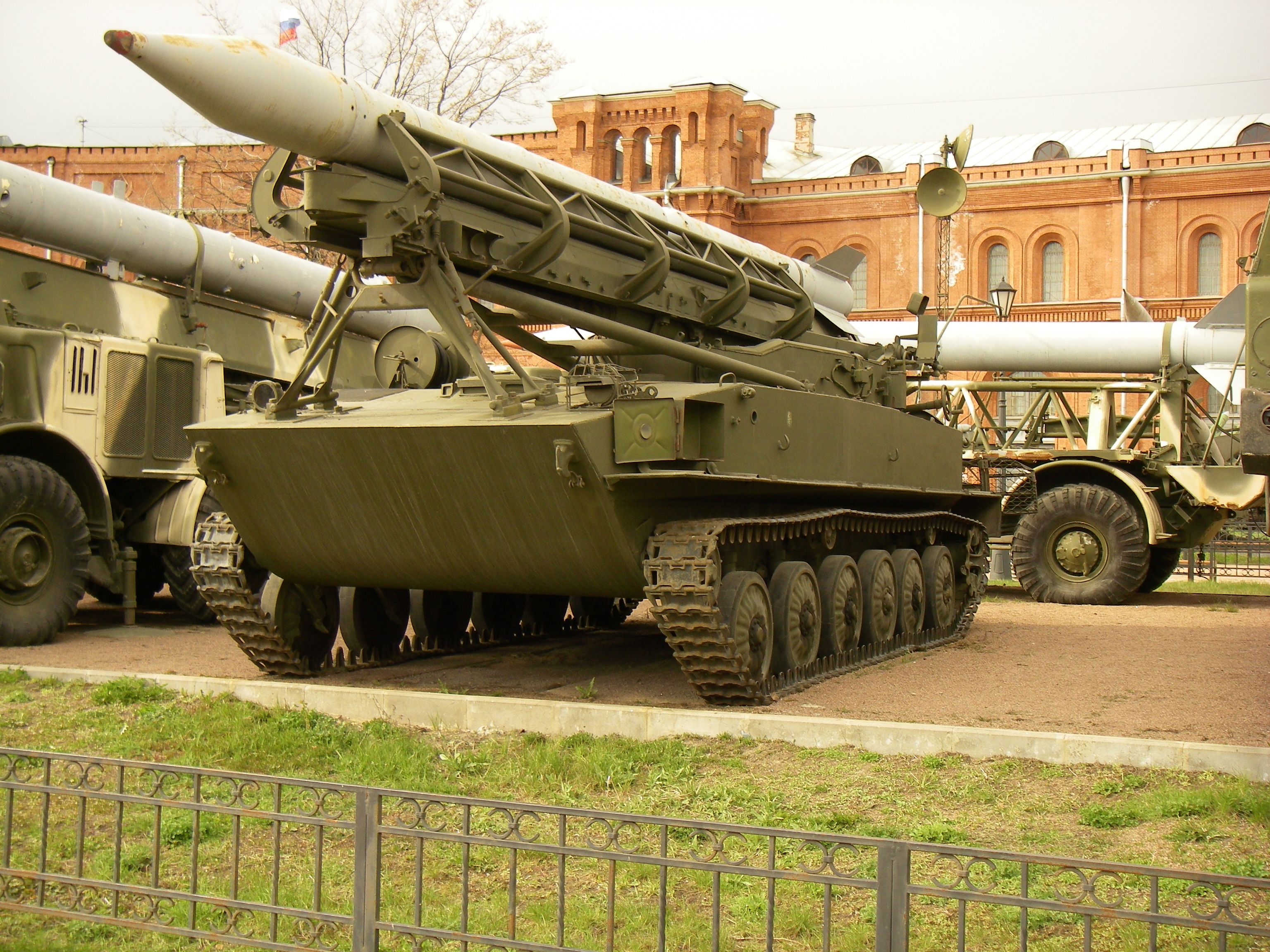
Startfahrzeug 2P16 mit Rakete 3R9 des Raketenkomplexes 2K6 Luna

2K6 Luna (russisch 2К6 Луна) ist der Name einer ab 1956 in der Sowjetunion entwickelten Kurzstreckenrakete. Es war der erste in größeren Stückzahlen produzierte und eingeführte taktische Raketenkomplex der Sowjetarmee, der zum Verschuss von nuklearen Sprengköpfen in der Lage war. Luna wurden 1960 in Dienst gestellt und bis 1982 aus der Bewaffnung der Sowjetarmee herausgelöst. Das Waffensystem wurde auch in die Volksrepublik Polen, die ČSSR, die Sozialistische Republik Rumänien, die DDR, die Demokratische Volksrepublik Korea sowie Kuba exportiert.

## Bezeichnungen
Die sowjetischen Einsatzgrundsätze unterschieden bei Boden-Boden-Raketen strategische, operative und taktische Raketen. Raketensysteme strategischer Bedeutung wurden in den Strategischen Raketentruppen zusammengefasst. Truppenteile, die mit operativ-taktischen Raketenkomplexen mit Reichweiten von mehreren hundert Kilometern ausgerüstet waren, wurden den Armeen bzw. Armeekorps (im Frieden den Militärbezirken) zugeordnet. Taktische Raketenkomplexe wurden den motorisierten Schützen- und Panzerdivisionen zugeordnet. Sie dienten der Bekämpfung von Zielen im Verantwortungsbereich der Division und hatten eine Reichweite von bis zu 120 km. Nach Zweckbestimmung und taktisch-technischen Daten wird das System 2K1 als taktischer Raketenkomplex (тактический ракетный комплекс) bezeichnet. Im westlichen Sprachgebrauch wird für derartige Waffensysteme der Begriff Gefechtsfeld-Kurzstreckenrakete oder Battlefield Short Range Ballistic Missile (BSRBM) benutzt.
Der GRAU-Index des Waffensystems ist 2K6, Luna ist der Gebrauchsname. Das Air Standardization Coordinating Committee (ASCC) vergab sowohl für das System, die verschiedenen Raketen und Prototypen die Namen Frog-3, Frog-4, Frog-5 und Frog-6. Die Exportbezeichnung des Waffensystems lautet R-30 (Р-30).

## Entwicklung

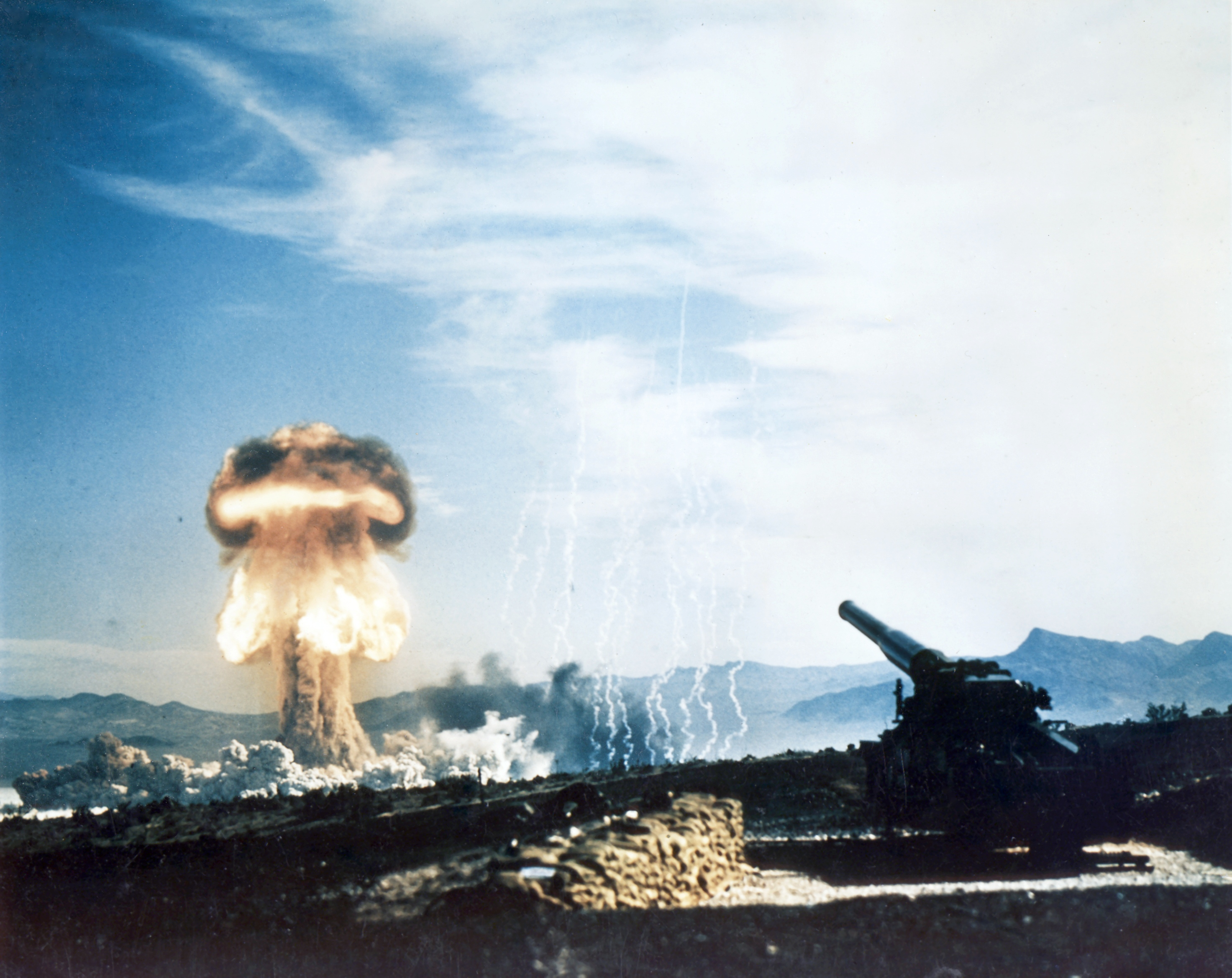
Die 1953 eingeführte 280-mm-Haubitze T-131 war das erste taktische Nuklearwaffensystem der US Army

Seit dem Bruch des Nuklearmonopols der USA 1949 verfügte auch die Sowjetunion über Nuklearwaffen. Diese Waffen waren vorläufig verhältnismäßig groß und schwer, so dass als Träger nur strategische Bombenflugzeuge zur Verfügung standen. Diese waren jedoch zur Bekämpfung taktischer Ziele auf dem Gefechtsfeld nicht geeignet. Der technologische Fortschritt ließ jedoch bereits zum damaligen Zeitpunkt die Konstruktion von nuklearen Gefechtsköpfen erwarten, die nur wenige hundert Kilogramm wogen. Damit erschien der Einsatz von taktischen Atomwaffen möglich. In den USA wurde 1952 die 280-mm-Haubitze T-131 in Dienst gestellt. Das Geschütz war zum Verschuss von Granaten mit nuklearen Sprengköpfen geeignet. Im Folgejahr begann die Indienststellung des Raketensystems MGR-1 Honest John, das ungelenkte Feststoffraketen mit nuklearen Gefechtsköpfen starten konnte. In der Sowjetunion wurden Vorarbeiten zur Entwicklung nuklearfähiger taktischer Raketen 1948 bis 1951 im Wissenschaftlichen Forschungsinstitut Nr. 1 (НИИ-1) (seit 1967 Moskauer Institut für Wärmetechnik) unter Führung von N. P. Masurow (Н.П.Мазуров) geleistet, jedoch erst mit Indienststellung der Honest John wurden die Arbeiten energischer vorangetrieben.
Die damals in der Sowjetunion verfügbaren nuklearen Gefechtsköpfe hatten einen Durchmesser von ungefähr 800 mm. Für den Verschuss mit herkömmlichen Geschützen waren diese Gefechtsköpfe zu groß und zu schwer. Als Träger konnten daher nur Raketen eingesetzt werden. Das Waffensystem musste insgesamt eine hohe taktische Beweglichkeit haben und die Rakete innerhalb weniger Minuten einsatzbereit sein, daher kamen grundsätzlich nur Feststoffraketen in Frage. Die seinerzeitigen Trägheitsnavigationssysteme wiesen auf Entfernungen von rund 30 km – dies war die angenommene Einsatzreichweite – eine Genauigkeit von 500 bis 1000 m auf. Dieser Wert konnte jedoch auch einfacher mit ungelenkten Raketen erreicht werden. Eine Funkfernsteuerung erschien problematisch, da diese das System anfällig gegen Störungen gemacht hätte. Das bei der MGM-1 Matador eingesetzte Shanicle-Steuersystem (Short Range Navigation Vehicle) war zwar wesentlich genauer, erforderte jedoch eine Reihe bodengestützter Mikrowellen-Sender, die ein Funknetz zur Darstellung von Entfernung und Azimut generierten, auf dessen Basis die Matador navigierte. Dieses Funknetz konnte jedoch nicht über gegnerischem Territorium errichtet werden, so dass hier wieder auf die Trägheitsnavigation zurückgegriffen werden musste. Bei einer Gefechtsfeldrakete, bei der sich der größte Teil der Flugbahn über gegnerischem Territorium befand, war dieses System nicht sinnvoll einzusetzen.
Am 11. Mai 1954 erließ die Sowjetregierung eine Weisung zur Beschleunigung der Entwicklung taktischer Nuklearwaffen. Infolge dieser Weisung entstanden in relativ kurzer Zeit eine Vielzahl von Waffensystemen. Im Spezialkonstruktionsbüro 1 (СКБ-1) des Wissenschaftlichen Forschungsinstitutes 88 (НИИ-88) wurde unter Leitung von Sergei Pawlowitsch Koroljow die erste operativ-taktische Rakete R-11 entwickelt. Gleichzeitig entstanden die Flügelraketen KS-1 Kometa (КС-1 Комета) und KS-7 (КС-7). Im NII-1 entstand unter Leitung von N. P. Masurow (Н.П. Мазуров) die taktischen Raketensysteme 2K1 Mars und 2K4 Filin. Das Problem der Entwicklung kleinkalibriger nuklearer Gefechtsköpfe konnte hier relativ leicht umgangen werden, indem Überkaliber-Gefechtsköpfe verwendet wurden. Der erhöhte Stirnwiderstand und die ungünstige aerodynamische Form schränkten jedoch die Reichweite ein. Die Systeme 2K1 Mars und 2K4 Filin litten unter zahlreichen Problemen und wurden nur in sehr geringer Stückzahl hergestellt. Von der 2K1 Mars kamen 25 Systeme in den Truppendienst, während die 36 produzierten 2K4 Filin nicht an die Truppe ausgeliefert wurden.

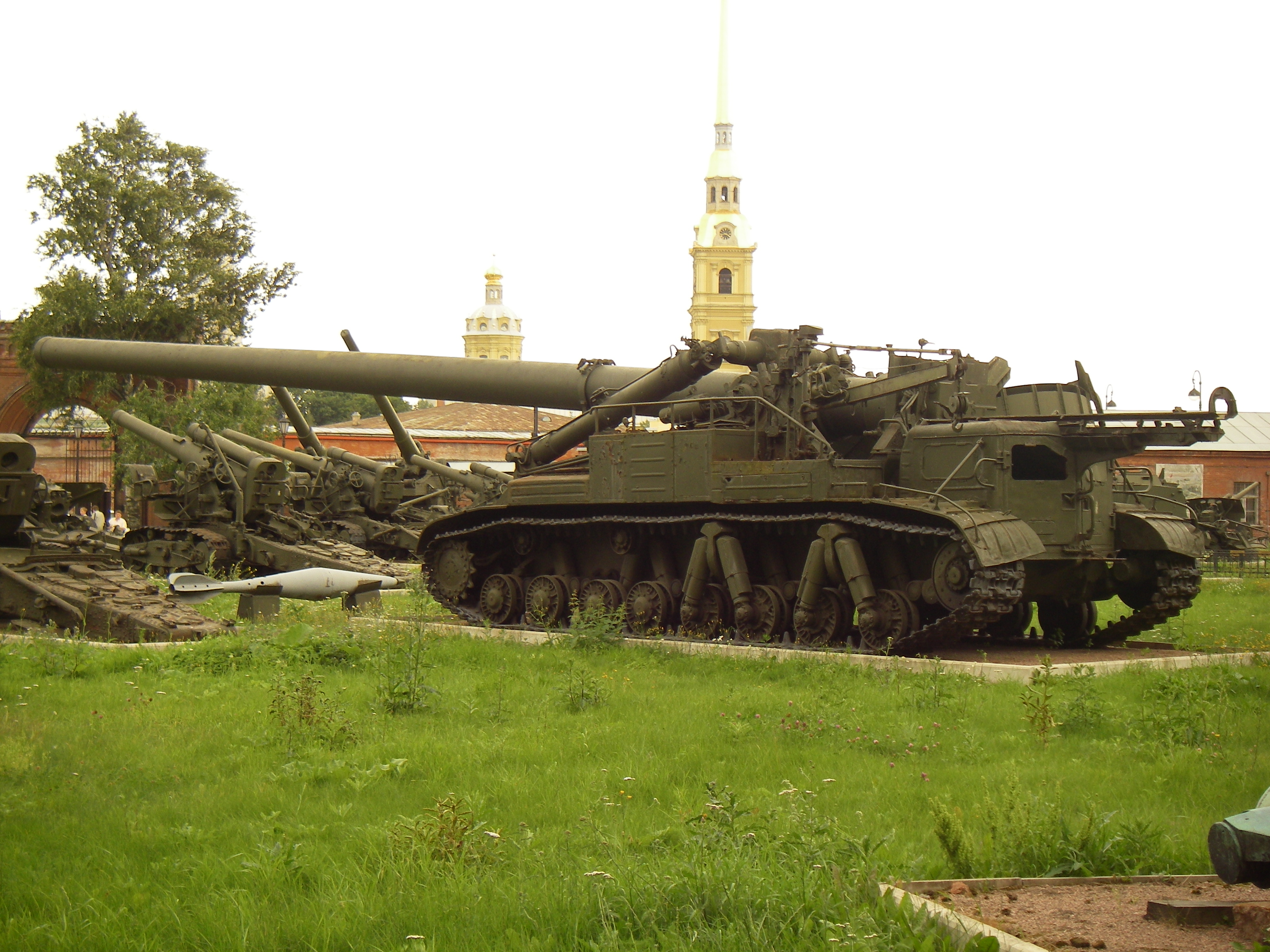
Der selbstfahrende 420-mm-Granatwerfer 2B1 Oka kam nicht über das Versuchsstadium hinaus

Am 18. April 1955 hatte der Ministerrat der UdSSR die Entwicklung großkalibriger Geschütze angewiesen. Dies betraf die 406,4-mm-Kanone SM-54 (406,4-мм пушки СМ-54), den 420-mm-Granatwerfer Oka (420-мм миномета Ока) und das 420-mm-rückstossfreie Geschütz S-103 (420-мм безоткатного орудия С-103). Bei der Entwicklung entsprechend kleiner Gefechtsköpfe mit einem Durchmesser von 406 bzw. 420 mm ergaben sich jedoch zahlreiche Schwierigkeiten, ebenso traten ballistische Probleme auf. Letztendlich waren die Entwicklungen nicht erfolgreich, keines der Projekte wurde in die Serienproduktion überführt.
Im Jahr 1953 gab die Hauptverwaltung Artillerie (Главное артиллерийское управление МО, ГАУ) die Aufgabenstellung zur Entwicklung einer taktischen Rakete mit einer Reichweite von 50 km heraus. Im gleichen Jahr begannen im Wissenschaftlichen Forschungsinstitut Nr. 1 (НИИ-1) unter Führung von N. P. Masurow die Arbeiten am Projekt zeitgleich zur Entwicklung der Systeme 2K1 Mars und 2K4 Filin. In die Entwicklung des Waffensystems wurden verschiedene Konstruktionsbüros einbezogen. Die Arbeiten an der Startrampe mit dem Werksindex S-123 (С-123) und dem Transport-Ladefahrzeug mit dem Werksindex S-124 (С-124) wurden 1956 im Konstruktionsbüro des Stalingrader Traktorenwerkes (Сталинградский тракторный завод) unter Leitung von Wassili Gawrilowitsch Grabin aufgenommen. Die als Objekt 160 (объект 160) und Objekt 161 (объект 161) bezeichneten Chassis basierten auf dem leichten schwimmfähigen Panzer PT-76. Am 16. Mai 1957 erließ der Ministerrat der UdSSR eine Weisung über die Fertigstellung der Fahrzeuge und die Erprobung des Waffensystems.
Im Herbst 1958 wurde der Komplex zusammen mit anderer Militärtechnik in Kapustin Jar der sowjetischen Staats- und Parteiführung vorgestellt. Während der Vorführung entschied Nikita Sergejewitsch Chruschtschow, dass das Projekt des Transport- und Ladefahrzeuges einzustellen sei. Daher nahm an der Klimaerprobung in der Transbaikalregion nur noch das Startfahrzeug teil, das inzwischen den GAU-Index 2P16 erhalten hatte. An der Erprobung waren auch Elemente des taktischen Raketenkomplexes 2K1 Mars beteiligt. Der Komplex 2K6 Luna zeigte sich überlegen, dennoch wurden noch zahlreiche Mängel sichtbar.
Inzwischen wurde im NII-1 die vorgesehene Bewaffnung überarbeitet. Anstelle der Rakete 3R5 (3Р5) wurde die Entwicklung von zwei Raketen vorgeschlagen: der Rakete 3R9 (3Р9) mit einem Splitterspreng-Gefechtskopf und der Rakete 3R10 (3Р10) mit dem nuklearen Überkaliber-Gefechtskopf 3N14 (3Н14). Grundlage der Entwicklung bildete wieder die Rakete 3R1 (3Р1) des Waffensystems 2K1 Mars. Das Triebwerk war in beiden Varianten gleich. Es wurde vom Wissenschaftlichen Forschungsinstitut 125 (НИИ-125) zusammen mit dem NII-1 entwickelt.
Am 8. April 1959 fasste der Ministerrat der UdSSR einen Beschluss, der die Vorgaben der Weisung von 1953 präzisierte. Das NII-1 wurde beauftragt, die Raketen 3R9 und 3R10 fertig zu entwickeln und im scharfen Schuss zu erproben. Die Startrampe 2P16 sollte grundlegend überarbeitet werden. Die Hauptverwaltung Artillerie und das NII-1 sollten eine Entscheidung über die Komplettierung des Waffensystems mit einem Autokran und Transportfahrzeugen festlegen. Für Erprobungszwecke sollten das NII-1 und das Werk Barrikady (завод Баррикады) Vorserienmuster herstellen. Diese Vorgaben wurden in den taktisch-technischen Forderungen Nr. 007428 (тактико-технические требования № 007428) zusammengefasst. Weiterhin wurde im Beschluss die Entwicklung einer Startrampe auf einem Radfahrgestell angewiesen, die Vorgaben dazu wurden in den taktisch-technischen Forderungen Nr. 007762 (тактико-технические требования № 007762) festgelegt.
Im Jahr 1959 wurde weiter an der Entwicklung der Startrampe und der Raketen gearbeitet. Um die geforderte Reichweite und Treffergenauigkeit zu erreichen, erhielt die Rakete ein zusätzliches Rotationstriebwerk. Die hintere Brennkammer erhielt zusätzliche Austrittsdüsen, die zur Längsachse der Rakete geneigt waren. Durch diese Maßnahmen wurde die exzentrische Verteilung des Schubes um die Lenkachse der Rakete ausgeglichen. Für den nuklearen Gefechtskopf wurden die Funkmesszünder I-37 Dreieck (И-37 Треугольник) und I-38 Vibrator (И-38 Вибратор) entwickelt. Im März und April 1959 wurden die Raketen zusammen mit der überarbeiteten Startrampe 2P16 in Kapustin Jar im scharfen Schuss erprobt. Zur Erprobung der Zünder waren weitere Starts notwendig, die sich bis Juni 1959 hinzogen.
Im Ergebnis der geforderten Überarbeitung der Startrampe wurde die Konstruktion der Startschiene geändert. Dadurch erhöhte sich die Masse des Fahrzeuges auf 18 t, was eine Überarbeitung des Laufwerkes notwendig machte. Diese Arbeiten zogen sich über das Jahr 1959 hin. Da das ursprünglich vorgesehene Transport-Ladefahrzeug von Chruschtschow gestrichen worden war, musste für das Be- und Entladen der Startrampe eine neue Lösung gefunden werden. Zu diesem Zweck sollte der auf dem Fahrgestell des Lkw MAZ-200P aufgebaute Autodrehkran K-61 mit einer Tragfähigkeit von 6 t zum Einsatz kommen. Das Fahrzeug war nicht geländegängig, was die Beweglichkeit des Komplexes beeinträchtigte. Auch für den Transport der Raketen bzw. Triebwerke war ein Fahrzeug erforderlich. Das NII-1 entschied sich für das Transportfahrzeug 2U663, einen Sattelauflieger mit angetriebener Achse. Zugfahrzeug war ein Lkw ZIL-157K. Zwei Prototypen des Transportfahrzeuges wurden bis zum 12. November 1959 fertiggestellt und anschließend erprobt. Die Ergebnisse waren zufriedenstellend, Einfachheit der Konstruktion und Zuverlässigkeit wurden besonders hervorgehoben.
Die Erprobung aller Elemente des Waffensystems sollte Mitte Januar 1960 beginnen. Doch bereits vor Beginn der Erprobung wies der Ministerrat der UdSSR am 29. Dezember 1959 die Serienproduktion im Stalingrader Traktorenwerk und im Werk Barrikady an. Die Serienproduktion begann 1961 im Werk Barrikady. In diesem Jahr wurden dort 100 Startfahrzeuge fertiggestellt. Im folgenden Jahr wurden 81 Startfahrzeuge, 1963 130 Fahrzeuge und 1964 nochmals 36 Startfahrzeuge hergestellt. In diesem Jahr lief die Serienproduktion aus.

## Konstruktion

### Aufbau des Waffensystems
Das Waffensystem besteht aus:
- den Raketen 3R9 (3Р9), 3R10 (3Р10) und 3R11 (3Р11)
- der Startrampe 2P16 (2П16), Werksindex S-125A Pion (С-125А Пион)
- dem Transport-Ladefahrzeug 2U663 (2У663) bzw. 2U663U (2У663У)
- einem Autodrehkran K-51 bzw. K-61

Zum Waffensystem gehören weiterhin:
- die bewegliche technische Basis PRTB-1 Step (ПТРБ Степь)
- verschiedene Ausrüstungsgegenstände und Trainingsgeräte

### Rakete 3R9

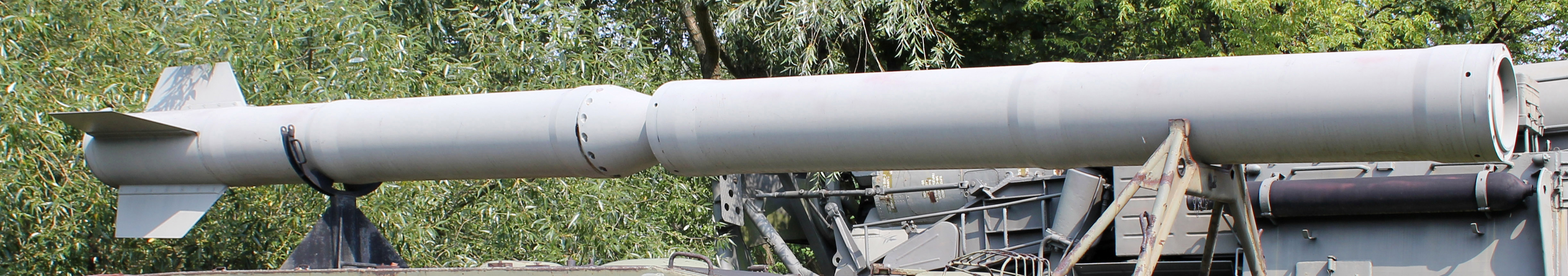
Triebwerk der Rakete 3R9 / 3R10

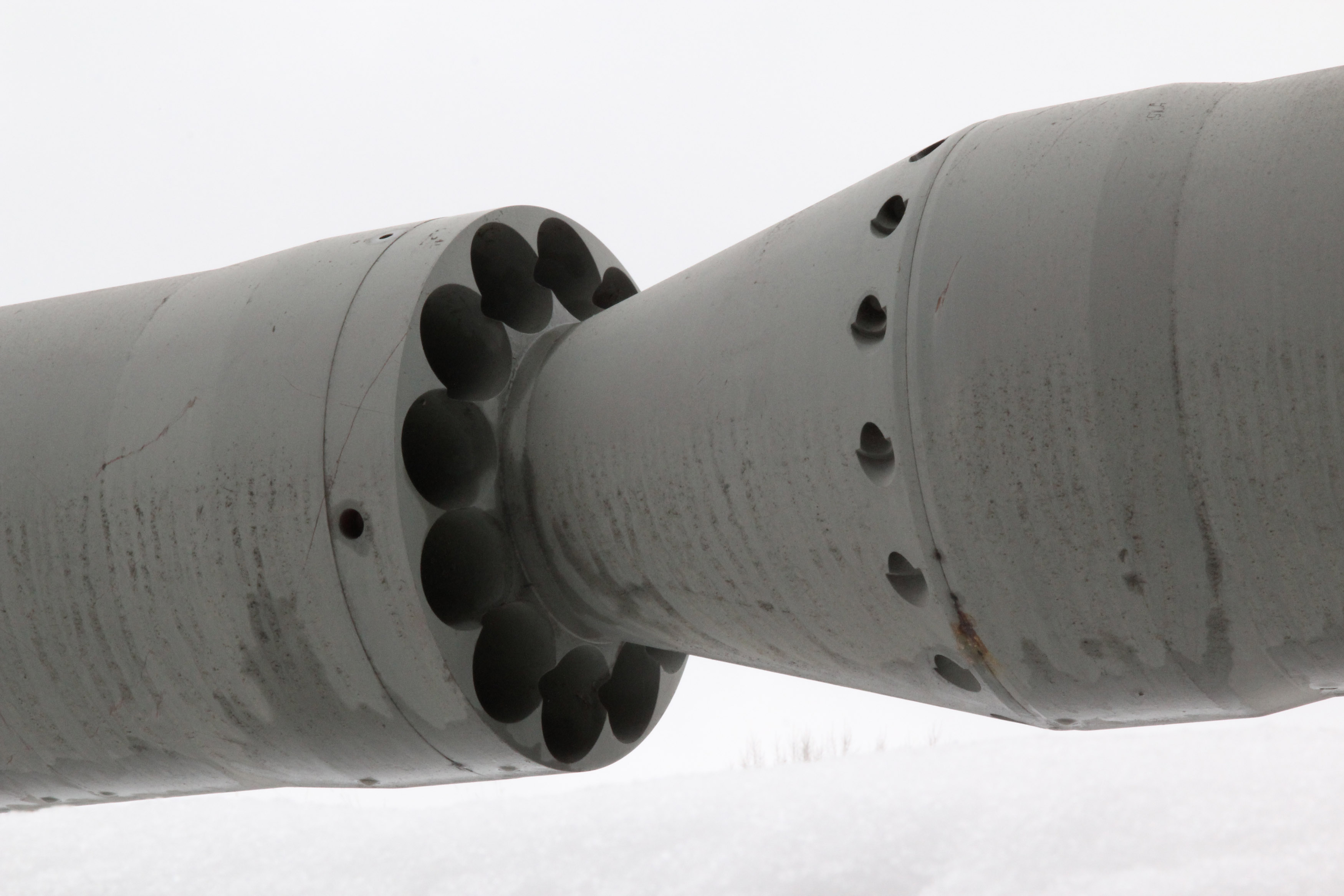
Austrittsdüsen der vorderen Brennkammer (links) und des Rotationstriebwerkes (rechts)

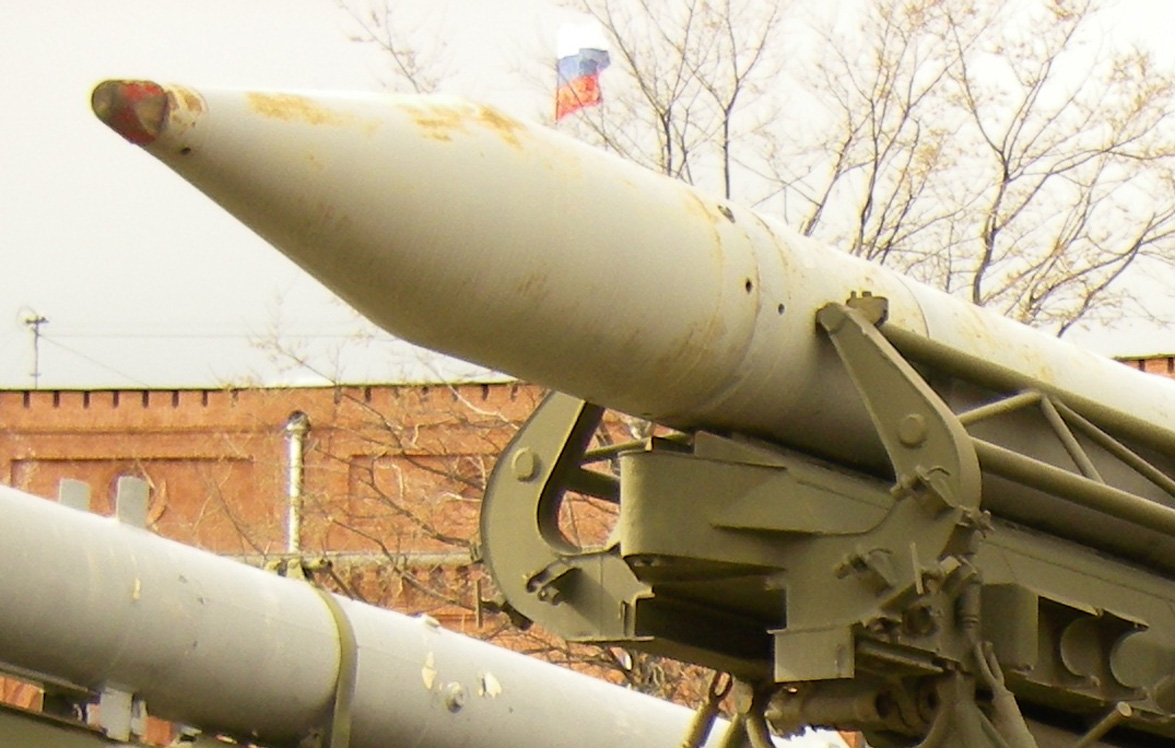
Gefechtskopf 3N15 der Rakete 3R9

Die Rakete 3R9 ist eine einstufige, ungelenkte, drallstabilisierte Feststoffrakete. Die Rakete besteht aus dem Triebwerk und dem Gefechtskopf. Der Gefechtskopf befindet sich im vorderen Teil der Rakete, dahinter liegt das Triebwerk. Am Heck der Rakete befinden sich vier Stabilisierungsflächen.
Der Raketenmotor 3Sch6 (3Ж6) hat zwei Brennkammern. Beide Brennkammern werden gleichzeitig gezündet und arbeiten auf den ersten 2000 m der Flugbahn. Die Düsen der vorderen Brennkammer sind zur Längsachse der Rakete geneigt, um den Abgasstrahl vom Rumpf der Rakete fernzuhalten. Im Gegensatz zu den Raketen 3R1 und 3R2 besitzt die Rakete ein zusätzliches Rotationstriebwerk. Das Rotationstriebwerk liegt zwischen der vorderen und hinteren Brennkammer. Die Abgase des Rotationstriebwerkes treten aus mehreren Düsen aus, die senkrecht zu Längsachse und tangential zum Umfang der Rakete angeordnet sind. Dadurch wird die Rakete in eine Umdrehung um ihre Längsachse versetzt, was den Flug stabilisiert. Das Gewicht des Treibstoffes beträgt 840 kg. Die Rakete hat eine minimale Reichweite von 12.000 und eine maximale von 44.500 m. Die Treffergenauigkeit liegt bei 1000–1200 m.
Die Rakete ist ungelenkt. Ihre Reichweite kann nur durch die Neigung der Startschiene der Startrampe verändert werden. Der Kurswinkel wird vor dem Start grob mit der Richtung der Startrampe festgelegt und durch Schwenken der Startschiene präzisiert.
Beim Gefechtskopf 3N15 (3Н15) handelt es sich um einen konventionellen Splitterspreng-Gefechtskopf mit einem Gewicht von 358 kg. Er besteht aus der Sprengladung sowie einer inneren und äußeren Hülle, die sich bei Explosion in Splitter zerlegt. Gezündet wird der Gefechtskopf durch Aufschlagzünder. Der Gefechtskopf besitzt einen Kopfzünder 3A19 und einen Bodenzünder 3A20.

### Rakete 3R10
Die Rakete 3R10 ist eine einstufige, ungelenkte, drallstabilisierte Feststoffrakete. Die Rakete besteht aus dem Triebwerk und dem Gefechtskopf. Triebwerk und Stabilisierungsflächen sind identisch zur Rakete 3R9. Da der Überkaliber-Gefechtskopf einen höheren Stirnwiderstand hat, ist die Reichweite dieser Rakete geringer.
Der Gefechtskopf 3N14 (3Н14) ist ein nuklearer Gefechtskopf mit einer Sprengkraft von 3, 10 oder 20 kT TNT-Äquivalent. Er besitzt zwei unabhängig voneinander arbeitende Zündsysteme. Der Kopfenzünder der Rakete löst bei frontalem oder seitlichem Kontakt der Rakete mit Hindernissen aus. Für Höhendetonationen wird der Funkmess-Zünder 3A17 (I-37) bzw. 3A18 (I-38) genutzt. Der Sender des Funkmess-Zünders, bestehend aus einem Magnetron, wird ungefähr zehn Sekunden vor Erreichen des Detonationspunktes durch einen Verzögerungsschalter eingeschaltet. Nach dem Empfang einer entsprechenden Anzahl von reflektierten Impulsen löst der Zünder die Detonation des Gefechtskopfes aus. Die Detonationshöhe kann über einen Höhenschalter ebenso wie die Verzögerungszeit des Verzögerungsschalters vor dem Start der Rakete eingestellt werden.

### Rakete 3R11
Die Rakete 3R11 wird zu Ausbildungszwecken genutzt. Anstelle des Gefechtskopfes 3N14 wird ein Imitator 3N16 (3Н16) eingebaut. Damit ist es möglich, den Start und den Flug der Rakete 3R10 realitätsnah zu üben. Triebwerk und Leitflächen sind identisch zur Rakete 3R9 bzw. 3R10.

### Technische Daten der Raketen
|                  | 3R9            | 3R10             | 3R11      |
| ---------------- | -------------- | ---------------- | --------- |
| Länge            | 9100 mm        | 10600-10693      |           |
| Durchmesser      | 415 mm         | 415 mm           |           |
| Spannweite       | 1000 mm        | 1000 mm          |           |
| Gewicht          | 2155 / 2175 kg | 2155 / 2175 kg   |           |
| Gefechtskopf     | 3N15           | 3N14             | 3N16      |
| Typ Gefechtskopf | Splitterspreng | nuklear          | Imitation |
| Durchmesser GK   | 415 mm         | 540 mm           |           |
| Gewicht GK       | 358 kg         | 503 kg           |           |
| Sprengkraft GK   |                | 3, 10 oder 20 kT |           |
| Reichweite       | 12–44,5 km     | 10–32,2 km       |           |
| CEP              | 1200–2000 m    | 1200–2000 m      |           |

### Startrampe 2P16

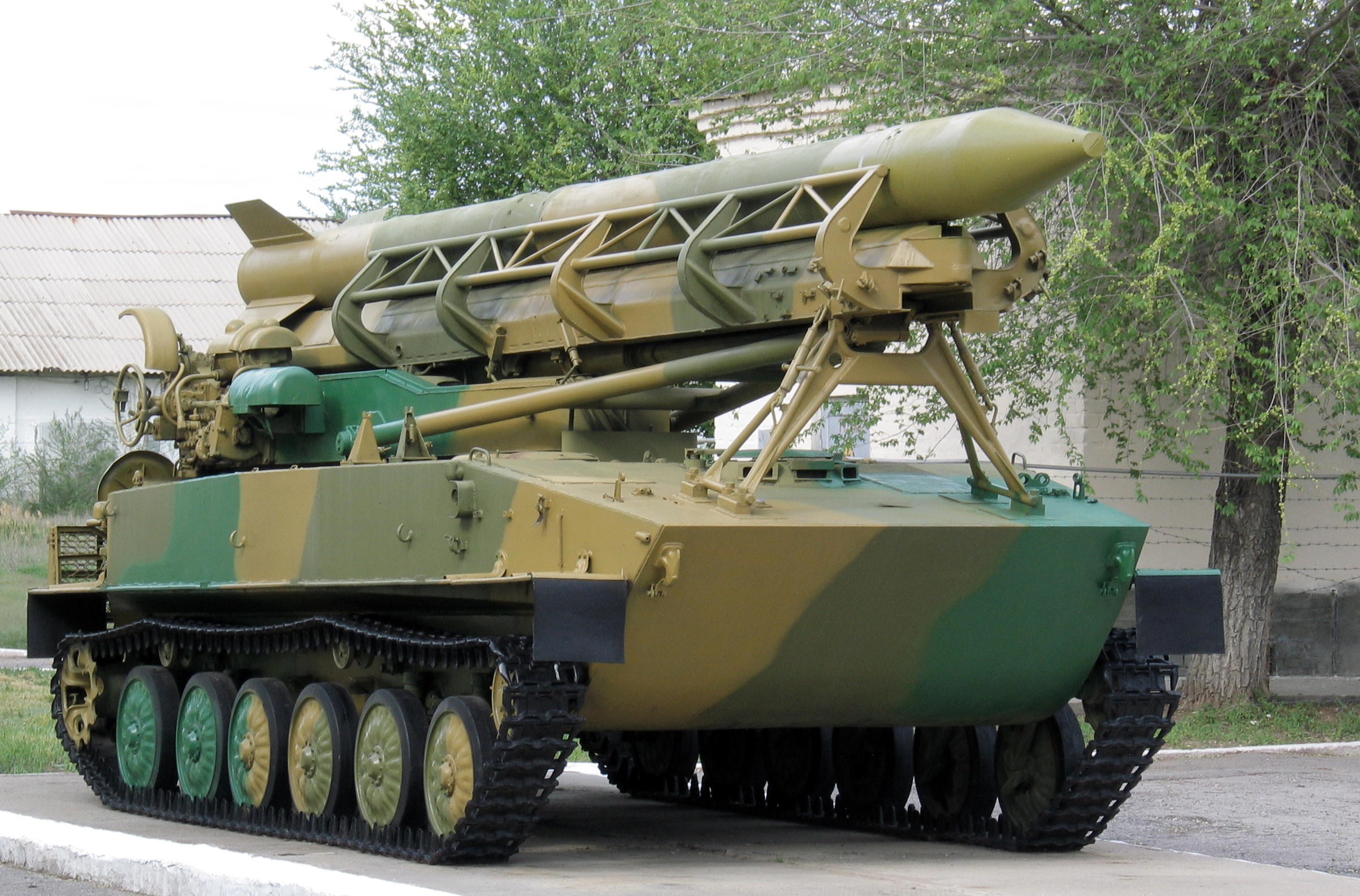
Ansicht der Startrampe 2P16 mit der Rakete 3R9. Die Stützrollen des Laufwerkes sind deutlich zu erkennen.

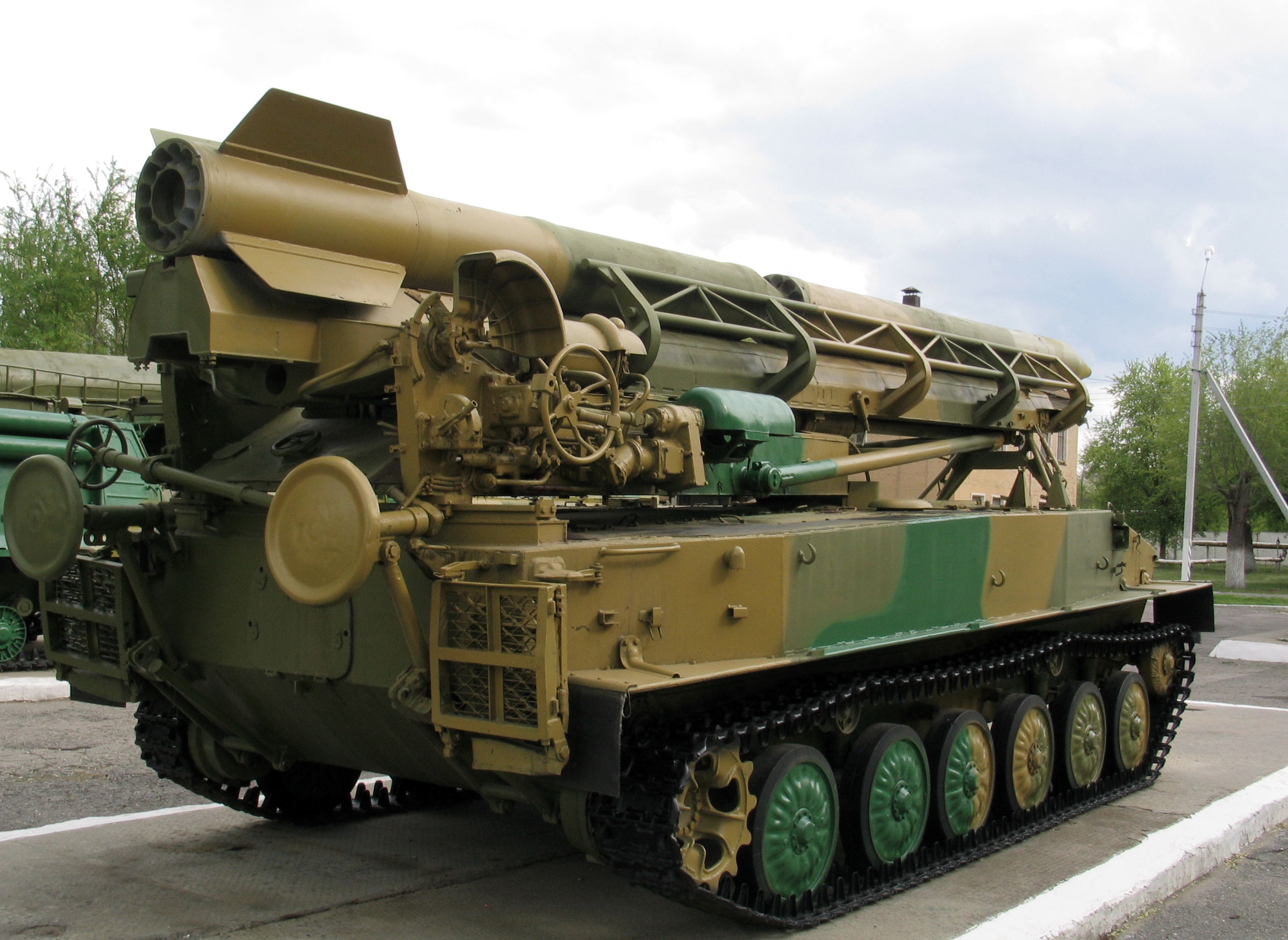
Heckansicht der Startrampe 2P16 mit der Rakete 3R9. Die Auslassöffnungen des Wasserstrahlantriebes fehlen.

Die Startrampe S-123A Pion (С-123А Пион) erhielt den GRAU-Index 2P16 (2П16). Grundlage für die Entwicklung der 2P16 war die Startrampe 2P2 (2П2) des taktischen Raketenkomplexes 2K1 Mars, die auf dem Chassis des Schwimmpanzers PT-76 basierte.
Die grundsätzliche Konstruktion des Laufwerkes wurde beibehalten. Das Laufwerk hat auf jeder Seite fünf Laufrollen. Das Antriebsrad befindet sich jeweils hinten, das Leitrad, welches auch zum Spannen der Kette benutzt wird, vorn. Die praktischen Erfahrungen der Erprobung machten jedoch eine Überarbeitung des Laufwerkes notwendig. Die Rakete 3R9 bzw. 3R10 war schwerer als die Rakete 3R1 des Systems 2K1 Mars. Im Gelände neigte die Wanne der 2P16 aufgrund der zu geringen Bodenfreiheit zum Aufsetzen, was zur Verformung der Wanne führte. Im Ergebnis fluchteten die Achsen von Motor, Kraftübertragung und Antriebsrädern nicht mehr, auch kam es zur Verformung der Schwingarme des Fahrwerkes. Bei der Überarbeitung erhielten die zweite und fünfte Achse zusätzliche Gummipuffer, der Federweg wurde vergrößert und die Schwingarme verstärkt. Die Aufhängung der Laufrollen wurde verstärkt und der Kettenspanner geändert. Auch erhielt das Laufwerk jetzt auf jeder Seite zwei Stützrollen, um die Kette auch bei vergrößertem Federweg sicher zu führen.
Der Sechszylinder-Dieselmotor W-6 (russisch В-6) leistet 235 PS. Er ist längs im Heck eingebaut. Über die Hauptkupplung und eine kurze Kardanwelle wird das Wechselgetriebe angetrieben. Über die seitlich angeflanschten Lenkkupplungen mit Bremse, die Verteilergetriebe und die Seitenvorgelege werden die hinten liegenden Antriebsräder angetrieben. Gelenkt wird das Fahrzeug über Lenkhebel, die die Lenkkupplungen aus- bzw. einkuppeln. Die Lenkkupplung ist eine Mehrscheiben-Trockenkupplung ohne Kupplungsbeläge, die Hauptkupplung eine Zweischeiben-Trockenkupplung mit Belägen. Die Bremsen sind als Summenbandbremsen ausgelegt.
Die Wanne blieb in ihrer Form im Vergleich zur 2P2 bzw. zum PT-76 unverändert, allerdings fehlen die Klappen für den nicht benötigten Wasserstrahlantrieb, da die 2P16 nicht schwimmfähig ist. Die Plätze für die Besatzung befinden sich im Bug des Fahrzeuges, der Zugang erfolgt über zwei Luken auf der Wanne. Der Fahrer sitzt mittig auf der gedachten Längsachse des Fahrzeuges. Bei geschlossener Luke kann er das vor ihm liegende Gelände über Winkelspiegel beobachten. Auf dem hinteren Teil der Wanne ist die horizontal und vertikal schwenkbare Startschiene aufgesetzt. Die Höhenrichtmaschine befindet sich rechts, die Seitenrichtmaschine links von der Startschiene. Die Startschiene wird hydraulisch gehoben bzw. gesenkt. Sie stützt das Triebwerk der Rakete, nicht jedoch den Gefechtskopf ab. Die Rakete wird durch zwei lange, halbkreisförmige Klammern auf der Startschiene gehalten. Auf der Wanne sitzt links das Elektroaggregat AB-1-P/30, rechts die Kabeltrommel zum Anschluss des Startpultes.
Beim Start der Rakete stützt sich die Startrampe auf die Gleisketten und zwei Stützteller am Heck ab. Die Stützteller werden mechanisch gehoben und gesenkt. Während des Startes wird die Federung der Startrampe blockiert. Die Rakete kann mittels des tragbaren Startpultes aus dem Kampfraum oder einer abgesetzten Stellung gestartet werden.
Um die für den optimalen Wirkungsgrad des Kernsprengkopfes notwendige Temperatur zu erreichen bzw. halten, kann der Gefechtskopf mit einer Heizdecke elektrisch beheizt werden. Die notwendige Energie wird über das Aggregat AB-1-P/30 und den Gleichstromgenerator G-74 bereitgestellt. Bei einer Nennspannung von 30 Volt liegt die Nennleistung bei 1 kW. Die Heizung des Gefechtskopfes wird mittels des Heizpultes kontrolliert bzw. gesteuert.
Zur Führung des Fahrzeuges bei Nacht steht dem Fahrer das Nachtsichtgerät TWN-2B zur Verfügung. An Kommunikationsausrüstung sind das Panzerfunkgerät R-113 und die Bordsprechanlage R-120 vorhanden. Das Funkgerät arbeitet im Bereich von 20 bis 22,375 MHz mit einer Sendeleistung von 16 Watt. Damit kann eine Reichweite von 20 km erzielt werden.
Die Startrampe 2P16 entsprach dem technologischen Stand Mitte der 1950er Jahre. Nachteilig waren die geringe Geschwindigkeit im Gelände und auf der Straße und der hohe Verschleiß des Kettenlaufwerkes, was Beweglichkeit und Verlegefähigkeit einschränkte. Als Nachteil erwies sich auch das Fehlen eines Bordkranes zum Be- und Entladen der Startrampe.
|                       | 2P16                                                    |
| --------------------- | ------------------------------------------------------- |
| Länge mit Rakete 3R10 | 10.860 mm                                               |
| Länge ohne Rakete     | 7.950 mm                                                |
| Breite                | 3.130 mm                                                |
| Höhe                  | 2.920 mm                                                |
| Gewicht ohne Rakete   | 15.080 kg                                               |
| Gewicht mit Rakete    | 17.252 kg (3R9) / 17.367 kg (3R10)                      |
| Höhenrichtbereich     | +60°                                                    |
| Seitenrichtbereich    | ±5°                                                     |
| Reichweite            | 165–200 km                                              |
| Geschwindigkeit       | 16–18 km/h beladen, Gelände / 40,0 km/h beladen, Straße |
| Besatzung             | 5                                                       |

### Transportfahrzeug 2U663
Bei dem Transportfahrzeug 2U663 handelt es sich um einen Sattelzug, bestehend aus der Sattelzugmaschine ZIL-157W und einem einachsigen Sattelauflieger mit angetriebener Achse. Auf dem Auflieger können bis zu zwei Raketen bzw. Triebwerke transportiert werden. Das Fahrzeug besitzt keine Umschlageinrichtungen. Die nuklearen Gefechtsköpfe der transportierten Raketen können beheizt werden.
|               | 2U663     |
| ------------- | --------- |
| Länge         | 14.882 mm |
| Breite        | 2.340 mm  |
| Höhe          | 2.950 mm  |
| Tragfähigkeit | 4,6 t     |

### Autodrehkran K-51
Der Autodrehkran K-51 dient zum Be- und Entladen der Startrampe. Er ist auf dem Fahrgestell des Lkw MAZ-200P aufgebaut. Der Kran hat eine Tragfähigkeit von 5 t. Anstelle des K-51 konnten auch der K-61, ebenfalls auf Fahrgestell MAZ-200P, aber mit einer Tragfähigkeit von 6 t eingesetzt werden. Ein Einsatz der Krane 9T31 mit einer Tragfähigkeit von 7 t oder 8T210 mit einer Tragfähigkeit von 6,3 t auf Fahrgestell des Ural-375D bzw. der Krane DEK-51 oder SPK-5 war ebenfalls möglich.
Der Einsatz eines Autokranes wurde erforderlich, da weder die Startrampe 2P16 noch das Transportfahrzeug 2U663 über eigene Hebezeuge verfügen. Ein Wechsel der Beladung der Startrampe oder das Nachladen kann daher nicht ohne den Autokran erfolgen. Die auf dem Fahrgestell des MAZ-200 aufgebauten Krane K-51 und K-61 waren jedoch nur bedingt geländegängig und schränkten die taktische Beweglichkeit des Waffensystems ein.

### Bewegliche technische Basis PRTB-1Step
Die bewegliche technische Basis PRTB-1 Step (2U659) dient zum Transport nuklearer Gefechtsköpfe und der Trägermittel sowie der Montage der Gefechtsköpfe. Das ab 1959 eingeführte System wurde für die Raketenkomplexe 2K1 Mars, 2K4 Filin, 2K6 Luna, 2K10 Ladoga und 3M1 Onega entwickelt. Zusammen mit dem System 2K6 Luna wurden eingesetzt:
- das Fahrzeug zur Montage der Gefechtsköpfe 2U661
- das Transportfahrzeug 2U662 zum Transport der Gefechtsköpfe
- das Transportfahrzeug 2U663 zum Transport der Triebwerke bzw. der montierten Raketen
- verschiedene Hilfsfahrzeuge

Die Fahrzeuge 2U661 und 2U662 waren auf dem Fahrgestell des Lkw ZIL-157 aufgebaut.

## Projekte, Prototypen und Vorserienmuster

### Rakete 3R5
Die Rakete 3R5 ist eine einstufige, ungelenkte, drallstabilisierte Feststoffrakete. Die Rakete besteht aus dem Triebwerk und dem Gefechtskopf. Der Raketenmotor hat zwei Brennkammern. Beide Brennkammern werden gleichzeitig gezündet. Die Düsen der vorderen Brennkammer sind zur Längsachse der Rakete geneigt, um den Abgasstrahl vom Rumpf der Rakete fernzuhalten. Die Rakete war ursprünglich für den Einsatz mit dem Waffensystem vorgesehen, wurde aber im Laufe der Entwicklung durch die Raketen 3R9 und 3R10 ersetzt.

### Startrampe Br226
Die zum System gehörende Startrampe 2P16 wies als Gleiskettenfahrzeug mehrere grundsätzliche Mängel auf. Wegen des hohen Verschleißes von Teilen des Laufwerkes und der Kraftübertragung war die Laufleistung zwischen planmäßigen Instandsetzungen im Vergleich zu Radfahrzeugen gering. Deshalb, und weil die Marschgeschwindigkeit auf Straßen zu klein war, mussten die Fahrzeuge über größere Strecken mit der Eisenbahn oder mit Transportflugzeugen transportiert werden. Die Betriebskosten waren hoch. Auf unbefestigten Straßen und im Gelände war das Fahrzeug starken Erschütterungen ausgesetzt. Diese wirkten sich negativ auf die Zuverlässigkeit der nuklearen Gefechtsköpfe aus. Am 8. Juni 1959 fasste der Ministerrat den Beschluss zur Entwicklung einer Startrampe mit Radfahrgestell.
Am 10. März 1959 begann das Sonderkonstruktionsbüro des Werkes Barrikady mit der Ausarbeitung des Projektes. Insgesamt wurden drei Varianten entwickelt: Die Startrampe Br226-I (Бр-226-I) auf dem Fahrgestell JaAZ-214 und die Varianten Br226-II (Бр-226-II) und Br226-III (Бр-226-III) auf dem Fahrgestell des Lkw ZIL-135.
Die Größe des verwendeten Chassis ließ bei der Variante Br226 auf dem Chassis JaAZ-214 nur eine stark verkürzte Rakete zu, die beiden Brennkammern deutlich kürzer als bei der Rakete 3R9 bzw. 3R10. Von einem derartigen Fahrzeug ist bislang nur ein Foto bekannt geworden. Das System wurde vom ASCC als Frog-6 bezeichnet und als Ausbildungsgerät identifiziert. Mit hoher Wahrscheinlichkeit handelt es sich hier jedoch um die Startrampe Br226-I. Die Entwicklung wurde bereits nach kurzer Zeit eingestellt, da sich die Abgase der startenden Rakete ungünstig auf das Startfahrzeug ausgewirkt hätten, wie entsprechende Berechnungen ergaben. Ein Start der Rakete wäre von diesem Startfahrzeug aus nicht möglich gewesen.
Für die Startrampe Br226-II wurde die Verwendung des Fahrgestells des schwimmfähigen Lkw ZIL-135 (ЗИЛ-135) vorgesehen. Das Fahrzeug wurde von zwei Motoren ZIL-120BK mit einer Leistung von je 120 PS angetrieben. Das Fahrzeug besaß ein hydrodynamisches Getriebe. Der Aufbau war selbsttragend ausgeführt und wasserdicht. Die zweite und dritte Achse lagen dicht beieinander, während zwischen erster und zweiter sowie dritter und vierter Achse eine größere Lücke war. Die erste und vierte Achse waren auch als Lenkachsen ausgeführt.
Auf das Chassis wurde die schon bei der 2P16 verwendete Startvorrichtung S-123A montiert. Die Projektierung konnte innerhalb von zwei Monaten abgeschlossen werden. Die Erprobung fand auf dem Übungsplatz Prudboi (Прудбой) statt. Die Ergebnisse zeigten, dass das Startfahrzeug beweglicher als die Startrampe auf dem Kettenfahrgestell war. Die Erprobung der Schwimmfähigkeit wurde jedoch abgebrochen. Anschließend wurde das Fahrzeug nach Kapustin Jar verbracht. Dort wurden im Juli 1959 drei Raketen von der Startrampe gestartet. Die Ergebnisse waren zufriedenstellend, die Standfestigkeit der Br-226-II unterschied sich nicht wesentlich von der der 2P16. Die Forderung nach Schwimmfähigkeit wurde als nicht realisierbar aus dem Lastenheft gestrichen, da sich durch die Montage der Startvorrichtung das Gewicht des Fahrzeuges zu weit erhöht hatte. Im Ergebnis der Versuche wurde jedoch auch festgestellt, dass Änderungen bzw. ein Tausch der Startvorrichtung S-123A die Gefechtseigenschaften weiter verbessern könnte. Daher wurden die Richtantriebe des Startfahrzeuges überarbeitet.
Am 29. Dezember 1959 wurde das Projekt der Version Br226-III verteidigt. Diese Variante erhielt auch den GRAU-Index 2P21 (2П21). Am 1. März 1960 stellte das Sawod imeni Lichatschowa die Zeichnungen für das Chassis ZIL-135E (ЗИЛ-135Е) bereit. Das Fahrgestell war grundlegend überarbeitet worden. Die Geländegängigkeit, insbesondere die Überschreitfähigkeit von Gräben war höher als beim ZIL-135B, der Wendekreis geringer. Statt des selbsttragenden, prinzipiell schwimmfähigen Aufbaus des ZIL-135B hatte der ZIL-135E einen konventionellen Rahmen. Am 6. August 1960 begann die Montage der Startvorrichtung S-123A auf das Chassis. Im September 1960 verlegten zwei Startfahrzeuge zur Erprobung auf eigener Achse von Stalingrad nach Moskau. Nach einer Vorführung vor der militärischen Führung in Bronnizy verlegten die Fahrzeuge auf den Schießplatz Rschewka bei Leningrad. Dort wurde eines der Startfahrzeuge zur Kontrolle zerlegt, während mit dem zweiten 23 Starts durchgeführt wurden. Das Fahrzeug hatte insgesamt ungefähr 11.000 km zurückgelegt.
Obwohl die Erprobung der 2P21 insgesamt erfolgreich verlief, wurde die Entwicklung mit Beschluss des Ministerrates vom 15. Juni 1963 eingestellt, da inzwischen der taktische Raketenkomplex 9K52 Luna-M entwickelt wurde und die Technik des Waffensystems 2K6 Luna als veraltet eingeschätzt wurde.
|                    | Br226 I  | Br226 II                    | Br226 III                 |
| ------------------ | -------- | --------------------------- | ------------------------- |
| Basisfahrzeug      | JaAZ-214 | ZIL-135                     | ZIL-135E                  |
| Länge              |          | 8.575                       | 10.170 mm                 |
| Breite             |          | 2.705                       | 2.800 mm                  |
| Höhe               |          | 2.460                       | 3.220 mm                  |
| Gesamtgewicht      |          | 15.000 kg                   | 13.100 kg                 |
| Antrieb            |          | 2 Vergasermotoren ZIL-120WK | 2 Vergasermotoren ZIL-375 |
| Leistung           |          | 2 * 120 PS                  | 2 * 180 PS                |
| Reichweite         |          |                             |                           |
| Geschwindigkeit    |          | 40 km/h                     | 65 km/h                   |
| Höhenrichtbereich  |          |                             | +3° bis +58°              |
| Seitenrichtbereich |          |                             | ±9°                       |

### Startrampe Br230
Die Startrampe Br230 (Бр-230), GRAU-Index 2P13 (2П13) wurde im NII-21 des Werkes Barrikady entwickelt. Das Fahrzeug geht auf einen Vorschlag der Ingenieure des Kraftfahrversuchsgeländes in Bronnizy zurück. Diese schlugen einen Sattelauflieger mit angetriebener Achse als Startrampe vor, als Zugfahrzeug sollte ein Lkw Ural-375D zum Einsatz kommen. Die Hauptverwaltung Artillerie erteilte die Genehmigung zur Entwicklung des Projektes. Am 29. Februar 1960 begann die Entwicklung des Fahrzeuges im NII. Am 6. August 1960 begann die Montage der Startvorrichtung S-123A auf das Chassis. Im September 1960 verlegte ein Startfahrzeug zur Erprobung auf eigener Achse von Stalingrad nach Kapustin Jar. Dort wurden mehrere Starts durchgeführt, bei einem Startversuch wurde jedoch die Startrampe zerstört. Daraufhin wurde das Projekt eingestellt.

### Startrampe Br231
Die Startrampe Br231 (Бр-231) war ein im Werk Barrikady entwickeltes Projekt. Als Trägerfahrzeug war ein Lkw ZIL-135E vorgesehen. Das Projekt wurde nicht realisiert.

### Startrampe Br247
Die Startrampe Br247 (Бр-247) wurde vom Konstruktionsbüro des Branjsker Automobilwerkes gemeinsam mit dem OKB des Werkes Barrikady entwickelt. Als Fahrgestell sollte ein Amphibienfahrzeug PTS-65 verwendet werden. Das Projekt wurde am 5. September 1960 registriert, jedoch nicht verwirklicht.

## Varianten

### Frog-4
Als Frog-4 bezeichnete das Air Standardization Coordinating Committee (ASCC) eine geophysikalische Forschungsrakete, die auf Basis der 3R9 entwickelt wurde. Die Rakete wurde von westlichen Beobachtern erstmals 1960 gesichtet und identifiziert.

### Frog-6
Als Frog-6 wurde vom ASCC ein Startfahrzeug auf Basis des Lkw JaAZ-214 bzw. KrAZ-214 bezeichnet. Vom Fahrzeug ist nur ein Foto überliefert. Das Fahrzeug wurde als Ausbildungssystem identifiziert, wahrscheinlich handelt es sich jedoch um die erste Version der Startrampe Br226.

## Taktisch-technische Daten
Das Waffensystem entspricht dem technologischen Stand Mitte der 1950er Jahre. Konzeptionell unterscheidet sie sich nicht von den anderen in der UdSSR und den USA in diesem Zeitraum entwickelten taktischen Raketen, in allen Fällen handelt es sich um ungelenkte Feststoffraketen. Von den Leistungsdaten ist die Rakete 3R10 mit der amerikanischen MGR-1A Honest John vergleichbar. Unzureichend war die taktische Beweglichkeit des Komplexes. Im Vergleich zum System 2K1 Mars war die Marschgeschwindigkeit im beladenen Zustand im Gelände geringer. Konstruktiv hätte das Startfahrzeug eine höhere Geschwindigkeit erreichen können, jedoch wirkten sich die mit dieser verbundenen hohen Beschleunigungskräfte und Vibrationen negativ auf die elektronischen Komponenten des Gefechtskopfes aus. Negativ wirkte sich ebenfalls das Fehlen eines Transport-Ladefahrzeuges und bordeigener Umschlagmittel aus. Dies vergrößerte die für das Nachladen benötigte Zeit. Der im Waffensystem genutzte Kran war nicht geländegängig. Auf große Entfernungen konnte das Waffensystem nur im Eisenbahntransport oder mit Flugzeugen verlegt werden.
|                  | 2K1 Mars        | 2K4 Filin       | 2K6 Luna        | MGR-1A Honest John | MGR-3 Little John |
| ---------------- | --------------- | --------------- | --------------- | ------------------ | ----------------- |
|                  | UdSSR           | UdSSR           | UdSSR           | USA                | USA               |
| Antrieb          | Feststoffrakete | Feststoffrakete | Feststoffrakete | Feststoffrakete    | Feststoffrakete   |
| Lenkverfahren    | ungelenkt       | ungelenkt       | ungelenkt       | ungelenkt          | ungelenkt         |
| Indienststellung | 1958            | 1958            | 1961            | 1954               | 1961              |
| Reichweite       | 17,5 km         | 25,7 km         | 32,2 km         | 24,8 km            | 18,2 km           |
| Gefechtskopf     | 10 kt           | 10 kt           | 50 kt           | 5–40 kt            | 1–10 kt           |
| CEP              | 770 m           | 1000 m          | 900 m           | -                  | -                 |

## Einsatz

### Einsatzgrundsätze
Das Waffensystem 2K6 Luna wurde in Raketenabteilungen eingesetzt. Zu einer Abteilung gehörten zwei Startbatterien mit jeweils zwei Startfahrzeugen 2P15, einem Transportfahrzeug 2U663 und einem Autokran K-51 bzw. K-61. Die Abteilungen waren den motorisierten Schützen und Panzerdivisionen unterstellt, selbstständige Raketenabteilungen auch dem Armeekorps bzw. der Armee. Zur technischen Sicherstellung wurden Bewegliche Raketentechnische Basen aufgestellt, die mit der Beweglichen technischen Basis PRTB-1 Step ausgerüstet waren.

### Grundsätzliches Zusammenwirken der Elemente des Waffensystems

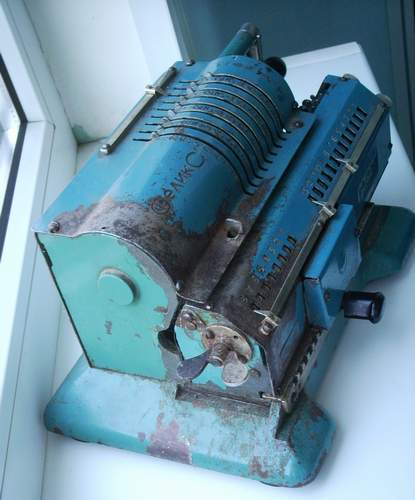
Mit einer derartigen mechanischen Rechenmaschine Feliks wurden die Anfangsaufgaben für das Schießen der Batterien der Raketentruppen berechnet.

Die 2K6 Luna wurde grundsätzlich geschlossen im Bestand der Startbatterie eingesetzt. Das Feuer mehrerer Startbatterien bzw. Abteilungen konnte zusammengefasst werden, um Schwerpunkte zu bilden.
Der Start der Rakete erfolgte im Regelfall aus einer vorbereiteten Feuerstellung. Das Startfahrzeug wurde aufgrund des geringen horizontalen Richtbereiches der Startschiene relativ genau auf das zu bekämpfende Ziel ausgerichtet. Aus der Position der Startstellung und des zu bekämpfenden Zieles wurden die Richtwerte errechnet. In die Berechnung flossen weitere Werte, wie zum Beispiel die Umgebungstemperatur oder Windrichtung und -geschwindigkeit ein. Zum Ermitteln der meteorologischen Daten wurde die meteorologische Funkmessstation RWZ-1A Proba genutzt. Mit Hilfe der Station wurde ein mit einem Winkelreflektor versehener Pilotballon angepeilt. Aus dem Seiten- bzw. Höhenwinkel und der Schrägentfernung wurde mit einem Analogrechner die Drift des Ballons und damit die Windrichtung und -geschwindigkeit in verschiedenen Höhenschichten berechnet. Hilfsweise konnten diese Angaben auch mit dem Wingewehr WR-2 ermittelt werden.
Nach erfolgtem Start wurde mit dem Transportfahrzeug 2U663 eine neue Rakete zugeführt und mit Hilfe des zum Komplex gehörenden Krans auf das Startfahrzeug geladen. Gegebenenfalls wurde die Startstellung gewechselt, um sich gegnerischer Waffenwirkung zu entziehen. Zum Herstellen der Marschbereitschaft wurde eine Zeit von fünf bis neun Minuten benötigt, zum Herstellen der Gefechtslage vier bis acht Minuten.

### Einsatzstaaten

#### Einsatz in der Sowjetarmee
Ab 1961 wurden in der Sowjetarmee Raketenabteilungen mit dem Waffensystem 2K6 Luna aufgestellt. Am 7. November 1962 wurde das Waffensystem anlässlich der Parade auf dem Roten Platz in Moskau erstmals öffentlich gezeigt. Im Jahr 1982 wurde der Komplex aus der Bewaffnung der Sowjetarmee gestrichen. Bis zu diesem Zeitpunkt waren alle Systeme 2K6 Luna durch das Waffensystem 9K52 Luna-M ersetzt worden. Insgesamt waren nach sowjetischen Angaben 450 Startfahrzeuge 2P16 produziert worden, von denen der größte Teil in Einheiten der Sowjetarmee eingesetzt wurde.

#### Einsatz in der NVA

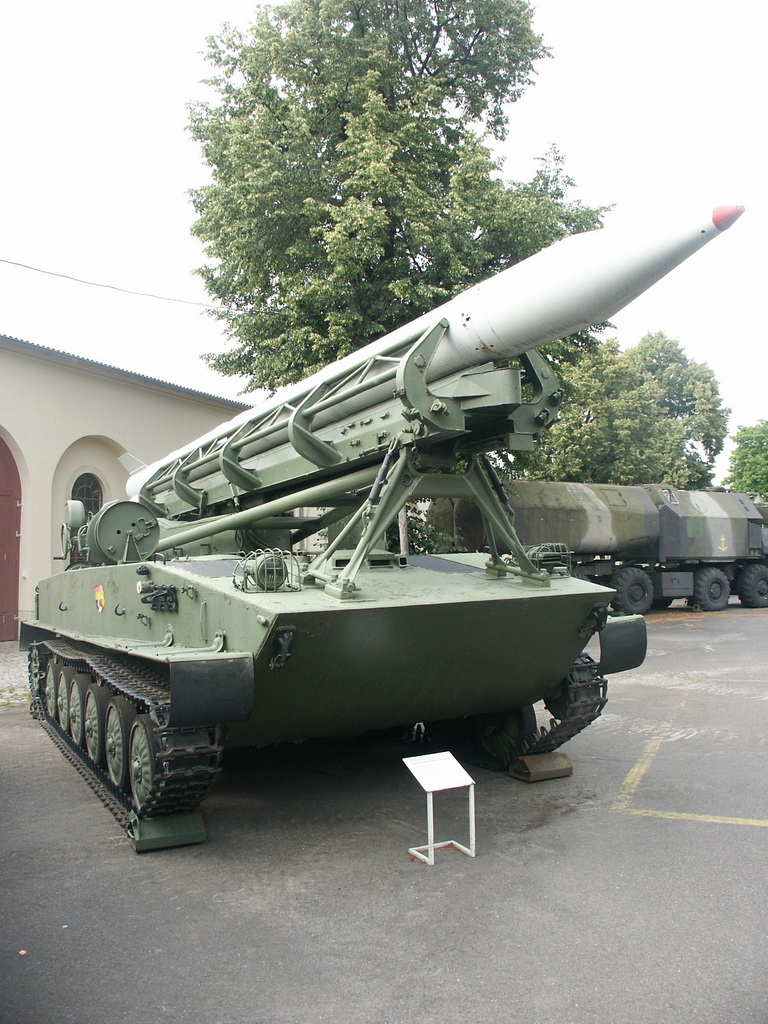
2P16 der NVA mit Rakete 3R9

Die Einführung des Waffensystems in die Nationale Volksarmee begann 1962. Zuerst wurde im Dezember 1962 die selbstständige Artillerieabteilung 9 (sAA-9) in Spechtberg, danach im gleichen Monat die selbstständige Artillerieabteilung 8 (sAA-8) in Brück aufgestellt. Die Abteilungen waren der 9. Panzerdivision bzw. 8. motorisierte Schützendivision unterstellt. Im Februar 1963 folgte die Aufstellung der sAA-1 der 1. motorisierte Schützendivision. Struktur und Ausrüstung richteten sich nach sowjetischem Vorbild. Je Abteilung waren im Soll zwei Startbatterien mit je zwei Startfahrzeugen vorgesehen. Bis zur Zuführung der Raketensysteme waren die Abteilungen mit 76-mm-Kanonen ausgerüstet. Auch nach dem Zulauf der Waffensysteme wurde diese Bewaffnung zunächst beibehalten, um das Vorhandensein taktischer Raketen zu verschleiern. Der erste Start einer taktischen Rakete der NVA erfolgte am 2. Oktober 1962 auf dem Truppenübungsplatz Letzlinger Heide. Erstmals wurde das Waffensystem während der Militärparade am 7. Oktober 1964 der Öffentlichkeit vorgestellt.
Anfang 1964 waren alle Abteilungen der Panzer- und motorisierten Schützendivisionen der NVA einsatzbereit, jedoch konnten die Startfahrzeuge nicht in ausreichender Zahl bereitgestellt werden. Waren je Abteilung zunächst nur zwei Startrampen vorhanden, wurde 1967 die dritte und 1968 die nach Soll vorgesehene vierte Startrampe zugeführt. Dies wurde möglich, weil die NVA ab 1967 das Nachfolgesystem 9K52 Luna-M erhielt. Mit den freiwerdenden Startrampen konnten zunächst die Raketenabteilungen der Divisionen der ständigen Gefechtsbereitschaft aufgefüllt werden. Später erhielten auch die Mobilmachungsdivisionen das Waffensystem. In den entsprechenden Abteilungen befand sich eine Startbatterie in ständiger Gefechtsbereitschaft, während die Ausrüstung der zweiten Abteilung langzeitgelagert war. Die Nutzung der 2K6 Luna endete 1977, bis zu diesem Zeitpunkt waren alle Abteilungen mit der 9K52 Luna-M ausgestattet worden.
Die NVA beschaffte nur die Raketen 3R9 und 3R11 und Triebwerke 3Z6. Nukleare Gefechtsköpfe befanden sich nicht in der Verfügungsgewalt der NVA. Diese wären von Einheiten der GSSD im Kriegsfalle zugeführt worden. Die Übernahme dieser Gefechtsköpfe und ihre Montage wurde von den Einheiten der NVA regelmäßig geübt.

#### Kuba
Nach Kuba sollen insgesamt 65 Waffensysteme geliefert worden sein. Offensichtlich hat ein Teil der Startfahrzeuge eine stark vereinfachte Startschiene, die horizontal nicht schwenkbar ist. Zumindest ein Teil dieser Startfahrzeuge wurde von den sowjetischen Truppen nach dem Ende der Operation Anadyr übernommen.

#### Polen
Polen erhielt eine nicht näher bekannte Anzahl von Raketenkomplexen.

#### Rumänien
Rumänien erhielt ebenso wie Polen eine nicht näher bekannte Anzahl von Raketenkomplexen. Auf verschiedenen Bildern ist zu erkennen, dass die rumänischen Streitkräfte auch über Raketen 3R11 verfügten und damit auch zum Einsatz von Raketen mit nuklearen Gefechtsköpfen in der Lage waren.

#### Nordkorea
Zwischen 1965 und 1967 lieferte die Sowjetunion nach amerikanischen Angaben 9 Startfahrzeuge 2P16 und zwischen 27 und 63 Raketen 3R9 bzw. 3R10 nach Nordkorea. 1968 sollen 12 Ausbildungskomplexe Frog-6 geliefert worden sein. Da über die Frog-6 ansonsten keine Informationen vorliegen, dürfte es sich hier um Transportfahrzeuge gehandelt haben. 2010 sollen sich insgesamt 24 Systeme im Bestand der nordkoreanischen Streitkräfte befunden haben, dabei wird jedoch nicht zwischen 2K6 Luna und 9K52 Luna-M unterschieden.

### Einsatz in Kriegen und bewaffneten Konflikten

#### Kubakrise 1962
Während der Operation Anadyr entsandte die Sowjetunion im Oktober 1962 auch vier motorisierte Schützenregimenter besonderer Bestimmung (74., 134., 106. und 146. motorisiertes Schützenregiment). Jedes Regiment umfasste drei motorisierte Schützenbataillone, ein Panzerbataillon, eine Panzerabwehrlenkraketen-Batterie, eine Batterie Selbstfahrlafetten ASU-85, eine Batterie 57-mm-Kanonen, eine Fla-MG-Kompanie sowie eine Raketenabteilung. Im Bestand jeder Raketenabteilung befanden sich jeweils drei Raketenkomplexe 2K6 Luna. Für jedes Regiment waren dabei jeweils zwei Raketen 3R10 mit nuklearen Gefechtsköpfen verfügbar. Damit wurden insgesamt zwölf Startfahrzeuge und acht Raketen mit nuklearen Sprengköpfen auf Kuba stationiert. Dazu kamen noch einige Raketen 3R9 mit konventionellem Splittersprengkopf. Die Gesamtzahl der Raketen belief sich auf insgesamt 60 Stück. Die Raketen mit nuklearen Gefechtsköpfen wurden bereits im November 1962 aus Kuba abgezogen.

#### OperationDonau
Im Oktober 1966 wurde in Jüterbog bei der Gruppe der Sowjetischen Streitkräfte in Deutschland die 640. selbstständige Raketenabteilung (640-й ОРДН) aufgestellt. Die Einheit wurde der 32. Panzerdivision der 20. Armee unterstellt. Zum Bestand der Raketenabteilung gehörten drei Startfahrzeuge 2P16, zwei Transportfahrzeuge, sechs Raketen 3R9 und eine Rakete 3R11. Der 20. Armee waren weiterhin 868. selbstständige Raketenabteilung (868-й ОРДН) mit operativ-taktischen Raketen und die 27. Raketenbrigade unterstellt. Im August 1968 war die 640. selbstständige Raketenabteilung im Rahmen der Operation Donau am Einmarsch sowjetischer Truppen in die Tschechoslowakei beteiligt. Dabei war die Abteilung jetzt auch mit Raketen 3R10 mit nuklearen Gefechtsköpfen ausgerüstet. Während der Operation sollen sich die Startfahrzeuge teilweise in der Bereitschaftsstufe 1 (Rakete auf 2P16 auf Start vorbereitet und auf das Ziel gerichtet, Spannung liegt an den Pulten an) befunden haben. Die 640. selbstständige Raketenabteilung wurde nach Abschluss der Operation nach Jüterbog zurückverlegt und gab im Dezember 1968 ihre Raketenkomplexe ab.